# Kanton Babahoyo
Der Kanton Babahoyo befindet sich in der Provinz Los Ríos westzentral in Ecuador. Er besitzt eine Fläche von 1087 km². Im Jahr 2022 lag die Einwohnerzahl bei rund 178.500. Verwaltungssitz des Kantons ist die Provinzhauptstadt Babahoyo mit 90.191 Einwohnern (Stand 2010).

## Lage
Der Kanton Babahoyo liegt im Süden der Provinz Los Ríos. Das Gebiet liegt im Tiefland am Fuße der Cordillera Occidental. Der Río Babahoyo mit seinen Quellflüssen entwässert das Areal nach Westen. Im Nordwesten bildet der Flusslauf des Río Puebloviejo die Kantonsgrenze. Die Fernstraße E25 (Quevedo–Milagro) führt in Nord-Süd-Richtung durch den Kanton.
Der Kanton Babahoyo grenzt im Westen an den Kanton Baba, im Norden an die Kantone Puebloviejo und Urdaneta, im Osten an die Kantone Caluma und Chimbo der Provinz Bolívar sowie an den Kanton Montalvo und den Kanton Chillanes (Provinz Bolívar). Im Süden grenzt der Kanton Babahoyo an die Provinz Guayas mit den Kantonen General Antonio Elizalde, Simón Bolívar, Jujan und Samborondón.

## Verwaltungsgliederung
Der Kanton Babahoyo ist in die Parroquias urbanas („städtisches Kirchspiel“)
- Barreiro
- Camilo Ponce Enríquez
- Clemente Baquerizo
- El Salto

und in die Parroquias rurales („ländliches Kirchspiel“)
- Caracol
- Febres Cordero
- La Unión
- Pimocha

gegliedert.

## Geschichte
Der Kanton Babahoyo wurde 1824 als Kanton der großkolumbianischen Provinz Guayaquil eingerichtet.
Entwicklung der Einwohnerzahl im Kanton Babahoyo bei landesweiten Volkszählungen zum jeweiligen Gebietsstand:
| Jahr                    | Einwohner | +/-    |
| ----------------------- | --------- | ------ |
| 1950                    | 37.083    | –      |
| 1962                    | 57.071    | 53,9 % |
| 1974                    | 88.515    | 55,1 % |
| 1982                    | 106.628   | 20,5 % |
| 1990                    | 105.471   | −1,1 % |
| 2001                    | 132.824   | 25,9 % |
| 2010                    | 153.776   | 15,8 % |
| 2022                    | 178.509   | 16,1 % |
| Datenherkunft: Wikidata |           |        |